# 苗庵镇
苗庵镇，原为苗庵乡，是中华人民共和国安徽省宿州市埇桥区下辖的一个乡镇级行政单位。2021年12月撤乡设镇。

## 行政区划
苗庵镇下辖以下村级行政区划单位：
曹集村、新庄村、王集村、梨园村、双盛村、宁刘村、李圩村、夏王村、中湖村和石桥村。